# Ise Hideko
Hikdeko Ise (伊勢英子, Ise Hideko) née le 13 mai 1949 à Sapporo (Hokkaido), est une auteure illustratrice d’albums illustrés jeunesse. Elle est traduite et éditée en France par les éditions nobi nobi ! et Seuil.

## Biographie
Hideko Ise est née en 1949 au Japon. Elle suit des études de design à l'Université des arts de Tokyo.
La plupart de ses œuvres sont irriguées par le courant de ses expériences vécues et de ses émotions, qu’elle transpose en les projetant dans la psychologie et le langage des enfants. À ce titre, on peut rapprocher ses ouvrages des romans d’initiation et d’apprentissage.
Hideko Ise est également essayiste, et traductrice de français en japonais. Elle a passé une année à Paris à partir de 1972, pour y parfaire sa technique de peintre et de dessinatrice. Elle est restée, depuis, très attachée à la culture française. 
Elle collabore à différentes histoires illustrées avec d'autres auteurs pour la jeunesse mais écrit aussi ses propres récits. Elle a également mis en images de plusieurs nouvelles de l’écrivain Kenji Miyazawa (1896-1933) : Matasaburô le vent et Gauche le violoncelliste.
Elle joue du violoncelle.

## Prix reçus
- Prix Noma de la littérature de jeunesse avec Maki-Chan no E-Nikki
- Prix Mon livre préféré au Japon avec Relieur Ojisan (Sophie et le Relieur, 2007)
- Sankei Award for Children's Books & Pictures, Illustration Prize pour Suisen Zuki no Yokka[2]
- Prix Nippon du livre illustré[3]

## Œuvres

### En version originale

#### Illustratrice
- 1000の風1000のチェロ chez Kaseisha
- あの路 chez Heibonsha
- 大きな木のような人 chez Kôdansha
- ルリユールおじさん chez Rironsha

### Traductions en français
- 1000 vents, 1000 violoncelles (1000の風1000のチェロ), éditions nobi nobi !, 2005
- Sophie et le relieur, éditions Seuil jeunesse, 2007
- Kimiko et le botaniste, éditions Seuil jeunesse, 2009
- Mon ami a trois pattes, éditions Seuil jeunesse, 2010
- La chambre du peintre, éditions nobi nobi !, 2017